# Joseph Caroff

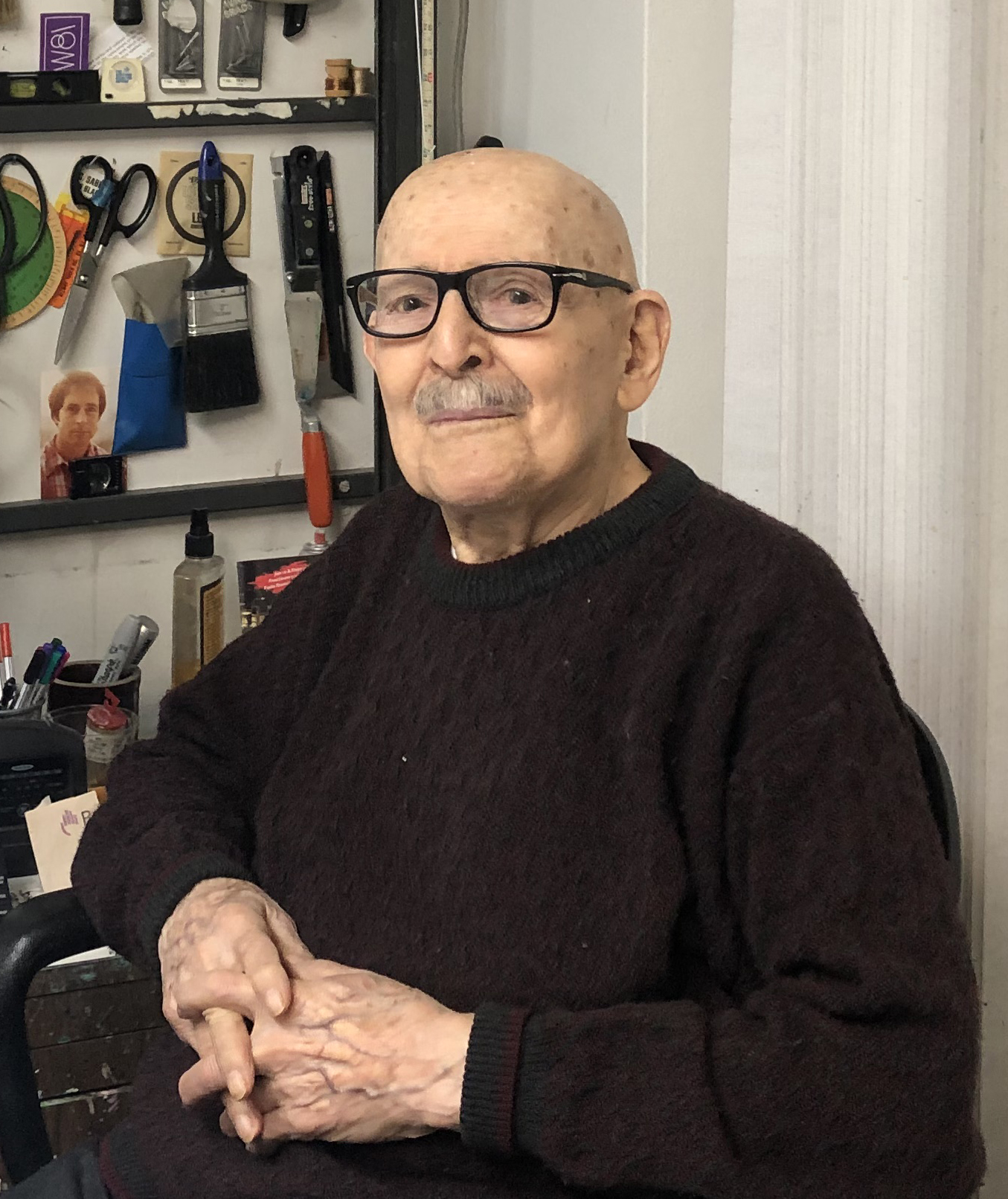
Joseph Caroff (2021)

Joseph „Joe“ Caroff (* 18. August 1921 in Linden, New Jersey; † 17. August 2025 in New York, New York) war ein US-amerikanischer Grafikdesigner und Plakatkünstler.

## Leben
Joseph Caroff wurde als Sohn jüdischer Einwanderer aus Babrujsk 1921 in Linden, New Jersey, geboren. Nach der Schulzeit studierte Caroff bis 1942 am Pratt Institute in Brooklyn. Als Student unterstützte er den französischen Plakatdesigner Jean Carlu in dessen Atelier in Manhattan. Kurze Zeit nach seinem Studienabschluss wurde Caroff in die US Army eingezogen und leistete seinen Militärdienst in Molesworth, Großbritannien.

007-Logo

Nach seiner Rückkehr aus Europa arbeitete Caroff zunächst als Angestellter bei Alan Berni Associates, danach als freier Designer in New York. 1962 entwarf er für den ersten James-Bond-Film Dr. No das bis heute benutzte 007-Logo mit der Sieben als Griff einer Pistole, als er beauftragt wurde, ein Logo für den Briefkopf einer Pressemitteilung zu erstellen. Zu seinen Auftraggebern zählten Verlage und Filmproduktionen. Im Jahr 1965 gründete er die Agentur Joe Caroff Associates, Inc. Im Jahr 1986 schloss er sich mit Lon Kirschner zur Agentur Kirschner Caroff zusammen. 2006 beendete Caroff im Alter von 85 Jahren seine Karriere als Grafikdesigner und widmete sich der freien Kunst, die er auch öffentlich ausstellte. Joseph Caroff lebte mit seiner Frau in New York City, die beiden sind Stifter der Phyllis and Joseph Caroff Foundation for Health and Mental Health.
Im Jahr 2021 gelang dem deutschen Designer Thilo von Debschitz die Kontaktaufnahme mit dem weitestgehend in Vergessenheit geratenen Caroff. Nach mehreren Interviews veröffentlichte Debschitz einen achtseitigen Beitrag im deutschsprachigen Grafikmagazin im August 2021 (dem Monat von Caroffs 100. Geburtstag) und einen sechsseitigen Beitrag in der englischsprachigen Designzeitschrift Eye im Dezember 2021. In den Artikeln blickte Debschitz auf Leben und Werk von Joe Caroff zurück.
Im Oktober 2022 erschien im US-amerikanischen Fernsehen der Dokumentarfilm By Design: The Joe Caroff Story mit einem Rückblick auf Caroffs Biografie. Am 14. November fand im New York eine öffentliche Kinovorführung des Films mit anschließendem Podiumsgespräch in Anwesenheit von Joe Caroff statt.
Caroff starb am 18. August 2025 im Alter von 103 Jahren, einen Tag vor seinem 104. Geburtstag.

## Werk
Joe Caroff gestaltete im Alter von 27 Jahren unter dem Namen Joseph Karov den Buchumschlag für The Naked and the Dead, den ersten Roman von Norman Mailer. Das Design wurde 1948 in der Book Jacket Designers Guild Exhibition sowie 1949 bei der 28th Annual Exhibition of Advertising and Editorial Art durch den Art Director’s Club of New York und in der Ausstellung Modern Art in Your Life im Museum of Modern Art präsentiert.

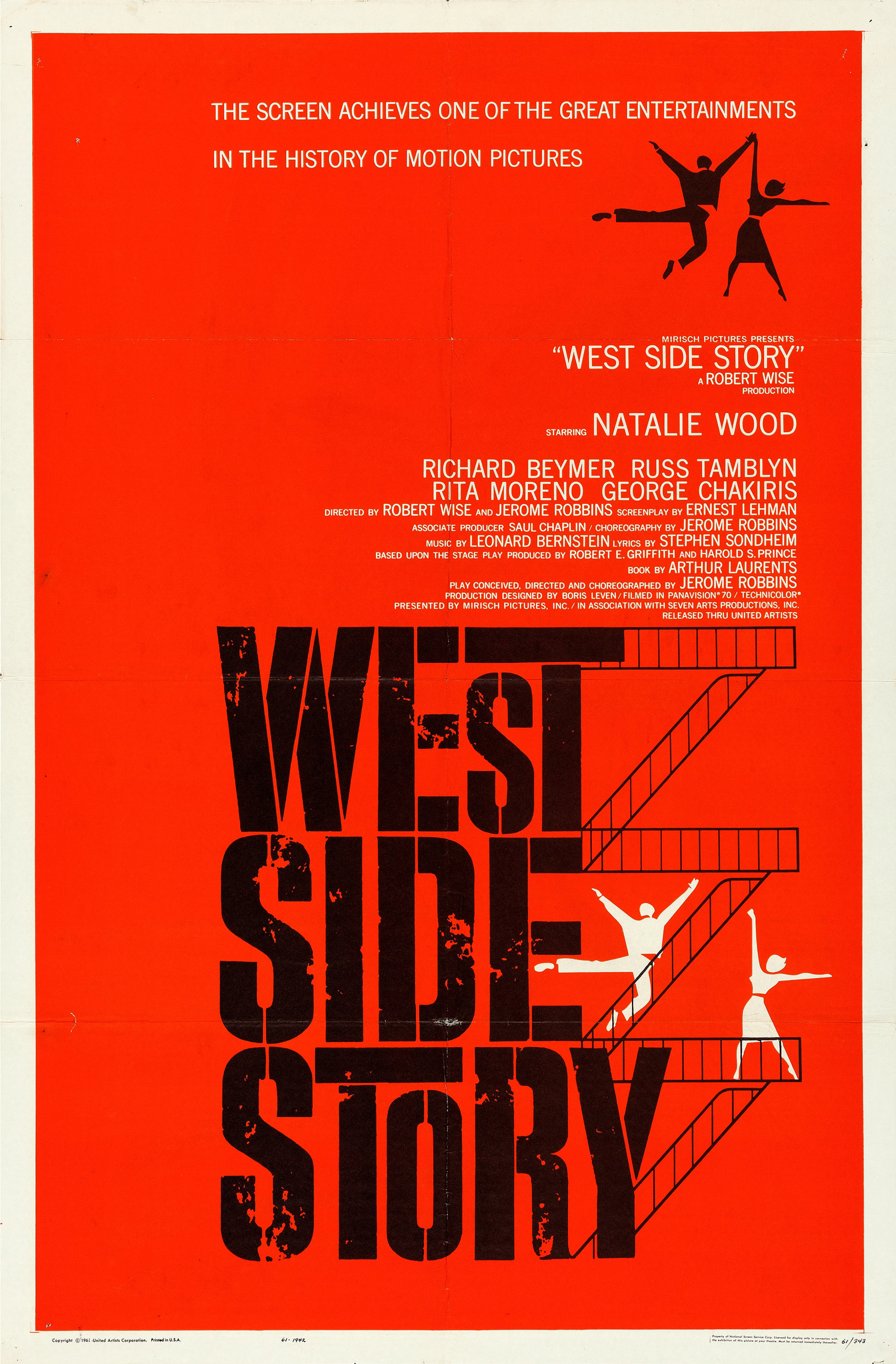
Filmplakat zu West Side Story, 1961

Caroff entwarf das Plakat für den Film West Side Story; dieses wird vielfach zu Unrecht dem Designer Saul Bass zugeschrieben, der nur für die animierte Eingangssequenz verantwortlich zeichnete.
1962 wurde Joseph Caroff mit der Gestaltung einer Wortmarke für den ersten James-Bond-Film beauftragt; dabei entstand das 007-Logo, das in leicht veränderter Form bis heute verwendet wird.
In seiner Agentur Joe Caroff Associates entstanden Plakate und Schriftzüge für mehr als 300 Spielfilme, darunter für Cabaret (Regie: Bob Fosse), Last Tango in Paris (Regie: Bernardo Bertolucci) oder Zelig (Regie: Woody Allen). Für einige Filme gestaltete Joe Caroff nicht nur die Titelschriftzüge und Plakate, sondern auch die animierten Eingangssequenzen, z. B. für The Last Temptation of Christ (Regie: Martin Scorsese) oder Tod eines Handlungsreisenden (Regie: Volker Schlöndorff). Im Studio von Joseph Caroff entstanden weitere Plakate durch assoziierte Designer, so gestaltete Burt Kleeger Schriftzug und Plakat für die Woody-Allen-Komödien Manhattan und Stardust Memories.
Neben Filmplakaten gestaltete Joseph Caroff auch Markenzeichen und Unternehmenslogos, z. B. für den Fernsehsender Fox oder für ABC Olympics (eine Marke des TV-Senders ABC für Sportberichterstattung). Bei letztgenanntem Projekt kam es zu einer gerichtlichen Auseinandersetzung zwischen dem Sender ABC und einem Bildhauer, der eine ähnliche Formensprache entwickelt hatte.
Die von Caroff per Hand gezeichneten Schriftzüge inspirierten Designer zur Entwicklung ganzer Alphabete. So schuf der britische Typedesigner Jonathan Hill im Jahr 2008 die Schrift Laser Disco auf Basis des von Joseph Caroff entworfenen Schriftzugs für den Spielfilm Rollerball. Der Schriftgestalter Colin Brignall ließ sich 1975 durch den Schriftzug Last Tango in Paris zum Entwurf des Fonts Tango inspirieren.

## Filmplakate von Joseph Caroff
- 1961: West Side Story
- 1964: A Hard Day’s Night
- 1968: Paper Lion
- 1968: The Killing of Sister George[23]
- 1970: Too Late the Hero
- 1977: A Bridge Too Far
- 1977: The Other Side of Midnight[24]
- 1981: Tattoo
- 1983: Zelig[25]
- 1985: Death of a Salesman
- 1986: Brighton Beach Memoir
- 1988: The Last Temptation of Christ (gemeinsam mit Lon Kirschner)